# Rita Borbás
Rita Borbás (ur. 21 grudnia 1980 w Budapeszcie) – węgierska piłkarka ręczna, reprezentantka kraju grająca na pozycji obrotowej. Brązowa medalistka mistrzostw Świata 2005. Obecnie występuje w węgierskim UKSE Szekszárd.

## Sukcesy

### reprezentacyjne
- Mistrzostwa Świata:
  -  2005

### klubowe
- Mistrzostwa Węgier:
  -  2005
  -  2004, 2008, 2010, 2011
  -  2006, 2007
- Puchar Węgier:
  -  2005
- Mistrzostwa Rumunii:
  -  2009
- Puchar Rumunii:
  -  2009
- Puchar EHF:
  -  2004, 2005